# Le Fou du diable

Le Fou du diable est un album musical de Dan Bigras sorti en 1995.
Les Disques de l'Ange Animal DAACD-9200 [CD], DAA4-9200 [cassette].

## Titres
(toutes les musiques : Dan Bigras)
1. Pour vous aimer (P: Denise Boucher)
2. Une vie pour naître (P: François Parenteau)
3. Y'a plus d'anges dans le ciel (P: Sylvie Massicotte)
4. Lettre d'un vieux guerrier (P: Vincent Léonard)
5. Le roi Kakail (P: Vincent Léonard)
6. Quand les clochards (P: Plume Latraverse)
7. Les trois petits cochons (P: Vincent Léonard)
8. Naufrage (P: Gilbert Langevin)
9. Oreste (P: Vincent Léonard)
10. La muerte (P: Michel Élie/La Strada)
11. Addio Maria (P: Sylvie Massicotte)
12. Ange Animal (P: Gilbert Langevin)
13. Les trois petits cochons (version radiophonique)

## Musiciens
- Piano, B-3, accordéon, claviers : Dan Bigras
- Guitare électrique, talk-box, guitare acoustique : Paule Magnan
- Basse fretless : Maurice Soso Williams
- Batterie, percussions, poubelles : Christian Laflamme
- Trompette : Jocelyn Couture
- Saxophone alto et ténor : Yves Adam
- Violoncelle : Claude Lamothe
- Voix : People's Gospel Choir of Montreal, Paule, Maurice, Christian, Dan, Estelle Esse, Dorothy Clarke
- Narration : Plume Latraverse (#6)
- Chorale : Andël je svire, Basnik je blazen

## Crédits
- Arrangements : Dan Bigras, Christian Laflamme, Maurice Soso Williams, Paule Magnan
- Réalisation : Dan Bigras
- Orchestre : l'Orchestre Philharmonique de Prague
- Arrangements symphoniques : Dan Bigras assisté de Jean-Pierre Limoges
- Enregistré et mixé au studio Multison ; ingénieur : Frédéric Salter assisté de Stéphane Grimm
- Mixé par Frédéric Salter et Dan Bigras
- Enregistrement symphonique : Orchestre Philharmonique de Prague/studio Smecky, Prague ; chef d'orchestre : Leos Svarovsky ; chargé de studio et ingénieur de son à Prague : Juraj Durovic.
- Gravure : Bill Kipper, S.N.B.
- Coordonnatrice du projet : Isabelle Mandalian
- Remerciements : Pierre Flynn, Raymond Duberger, Jacques Bigras, Jean-François Doré, Milan Kimilcka, Daniel Lafrance, Myriam, Mario, Ohmar et l'équipe Sélect, Impact percussions, Françoise Faraldo, Lorraine Levasseur, Marie-Geneviève et Olivier, Lorraine Palardy et Madeleine Fleury, les artistes de l'Atelier de la Grand' Cheminée ; Antonio, Dinh, Gilbbert, Jean-François, Marie-Cécile, Raymonde, Romain, Rose et Willy
- Produit par Lorraine Levasseur et Dan Bigras pour Les Disques de l'Ange Animal
- Producteur délégué pour Les Disques de l'Ange Animal : Dan Bigras

## Conception de la pochette
- Graphiste : Sébastien Toupin pour Sébastien Toupin Design (Atelier IN16)
- Photos : Jean-François Bérubé
- Illustrations : les artistes de l'Atelier de la Grand' Cheminée